# Conchobar Ua Conchobair
Conchobar Ua Conchobair (anglificado como Connor O'Connor) fue tánaiste de Connacht, fl. 1126–1144.

## Contexto
Conchobar fue uno de los veinte hijos de Tairrdelbach Ua Conchobair, y su primer heredero escogido.

## Rey de Dublín
1126. Un ejército fue dirigido por Toirdhealbhach Ua Conchobhair, y él dio el el reino de Ath-cliath y Leinster a su hijo propio, Conchobhar; él después marchó al sur, y derrotó a Cormac Mac Carthaigh, y quemó su campamento en Sliabh-un-Caithligh.

## Rey de Mide
Tras el secuestro por parte de Tairrdelbach del rey de Mide en 1143, "el reino de Meath fue dado por Toirdhealbhach a su propio hijo, Conchobhar." Aun así, la estrategia falló como señalan los anales para 1144:

Conchobhar, hijo de Toirdhealbhach Ua Conchobhair, el heredero aparente a la monarquía de Irlanda, fue asesinado en Bealach Muine-na-Siride, por Ua Dubhlaich, señor de Feara-Tulach, por que le consideró como un extraño en soberanía sobre los hombres de Meath. Toirdhealbhach Ua Conchobhair dio el oeste de Meath a Donnchadh, hijo de Muircheartach Ua Maeleachlainn; y dividió el este de Meath igualmente entre Tighearnan Ua Ruairc, señor de Breifne, y Diarmaid Mac Murchadha, Rey de Leinster, y quedaron así bajo la protección de los hombres de Connaught.

Más tarde ese año, "cuatrocientas vacas fueron entregadas por los hombres de Meath a Toirdhealbhach Ua Conchobhair, como eric por su hijo, Conchobhar."
La muerte de Conchobar resultó en la liberación de su medio-hermano, Ruaidhri, que finalmente sería el Tánaiste de su padre.

## Niños y descendientes
Brian Mainech, hijo de Conchobhar, hijo de Toirrdhelbach fue asesinado en la batalla de Ath na caisberna en 1159, una derrota significativa de Connacht contra Aileach. Parece haber sido el único hijo de Conchobar grabado en cualesquier los anales o genealogías.